# 济南铁路枢纽
济南铁路枢纽位于山东省济南市，是原铁道部在“十一五”期间规划的十大区域客运中心之一，也是山东省内唯二的铁路枢纽（另一个为青岛铁路枢纽）。

## “丁字形”枢纽时期

### 背景
1904年，膠濟鐵路通车；8年后，津浦铁路通车。自此，济南市成为了铁路上的城市。两条干线的开通，使济南成为了一个向北可至京津冀、向东连通山东主要城市、向南可前往江南地区的“丁字路口”。同时，津浦铁路的泺黄支线和胶济铁路延伸出来的黄台桥支线将小清河和黄河上的码头连接起来，使“水铁联运”得以实现，济南市的经济和交通得以加速发展，反过来又增加了两条干线铁路的收益。
日军侵略济南后，为确保干线的畅通，黄台桥支线被拆除，泺黄支线也被截短至泺口码头，但是两条干线、三个方向的布局仍然不变。

### 初步形成
一直到1950年代末期，济南市内的铁路都只有既有的两条干线，以及集客运、货运和编组功能为一体的济南站。随着经济逐渐发展，铁路的运输需求不断增加，为缓解济南站的运输压力，提高运输能力，铁道部决定筹建济南铁路枢纽。
1958年，铁道部提出了济南枢纽的初步设计，并计划在9月开始施工设计，11月动工。由于经济形势恶化，该计划在1962年底停工；至停工时，一些工程已经投入使用，而另一些则被搁置。此次工程共完成土方208.97万立方米，正线铺轨8.23公里，站线铺轨60.74公里，投资1748.76万元。
改造完成后，济南铁路枢纽形成了以胶济铁路和津浦铁路两条干线为框架，济南站为主要客运、货运编组站，桑梓店站和历城站（现名历城北站）为辅助编组站的格局。
| 设施                  | 改造计划                              | 完成情况                                                         |
| --------------------- | ------------------------------------- | ---------------------------------------------------------------- |
| 车站                  |                                       |                                                                  |
| 桑梓店站              | 新建二级四场编组站                    | 1958年10月开工， 1962年3月开通运营。                             |
| 济南站                | 功能改为辅助编组站兼客运站            | 在车站西侧新建了临时的运转场                                     |
| 历城站（今历城北站）  | 扩建为工业编组站                      | 1959年12月开工， 1960年12月交付运营。                            |
| 位里庄站 （今济西站） | 新建编组站                            | 1960年6月开工，后停工搁置。 1962年，已经建成的设施也被拆除。     |
| 线路                  |                                       |                                                                  |
| 津浦铁路              | 修建枢纽内区间的复线 改造枢纽内的车站 | 于1960年交付运营。                                               |
| 胶济铁路              | 修建枢纽内区间的复线                  | 历城至黄台站间双线建成； 于1959年12月开工， 1960年12月交付运营。 |
| 桥梁                  |                                       |                                                                  |
| 新黄河大桥            | 在曹家圈修建新的复线铁路大桥          | 于1962年1月停工搁置。                                            |

### 改造工程
1972年，新建曹家圈大桥的方案再次得到确认；1974年12月，铁三院将新的设计方案呈报至铁道部，并于翌年4月得到答复和4.04亿的资金。1982年5月8日，改建工程的验收委员会成立，并于翌年7月批准验收。
改造完成后，济南枢纽的格局变为以津浦铁路和胶济铁路为框架，晏党线为疏解用联络线，济南西站为枢纽编组站，济南站为枢纽客运和货运站的格局。
| 项目                                                                             | 详情 | 详情 |
| -------------------------------------------------------------------------------- | --- | --- |
| 参建单位                                                                         | 铁道部第二工程局、 铁道部第三工程局、 铁道部第四工程局、 铁道部建厂局、 通信信号公司、 大桥工程局、 济南局等                                                                               | 铁道部第二工程局、 铁道部第三工程局、 铁道部第四工程局、 铁道部建厂局、 通信信号公司、 大桥工程局、 济南局等                                                                               |
| 参加人数                                                                         | 3万余民工 | 3万余民工 |
| 完成情况                                                                         | 土石方888.23万立方米， 特大桥1座，中、小桥63座， 涵渠248座， 铺设钢轨214.5公里， 建筑房屋19.5万平方米， 埋设通信电缆176公里； 架设电力线104.100公里， 设置给、排水管路4.2万米，建水塔5座； | 土石方888.23万立方米， 特大桥1座，中、小桥63座， 涵渠248座， 铺设钢轨214.5公里， 建筑房屋19.5万平方米， 埋设通信电缆176公里； 架设电力线104.100公里， 设置给、排水管路4.2万米，建水塔5座； |
| 投资总额                                                                         | 4.13亿元 | 4.13亿元 |
| 设施                                                                             | 改造计划 | 完成情况 |
| 线路                                                                             | | |
| 晏城至党家庄站间正线、 济南西至白马山站间双线联络线、 济南西至北园站间单线联络线 | 新铺前述线路 | 1977年建成晏党间双线 和水屯-白马山区间。 1983年7月1日完成济南西至北园联络线工程。 |
| 白马山至党家庄区间                                                               | 改造此区间 | 1977年完成改造。 |
| 胶济铁路                                                                         | 改造为复线 | 黄台至济南站间双线工程于1984年7月完成。 |
| 车站                                                                             | | |
| 济南西编组站                                                                     | 新建为枢纽编组站 | 1978年下半年开始铺轨， 到1982年下半年全部完工。 |
| 十二里阁、桥南、水屯、董家庄、东沙王庄、北园等车站                               | 新建 | |
| 晏城、党家庄、白马山等车站                                                       | 改建 | 于1979年完成改造 |
| 配套设施                                                                         | | |
| 济南西机务段、 济南西车辆段等 配套设施和机构                                     | 新建 | |

### 扩能改造
在进入1980年代，经过了两次建设后，济南枢纽依然难以解决急剧增长的运输需求，于是铁道部对济南枢纽进行了进一步的改造，以提高枢纽的运输和业务能力。从1986年起，铁路部门主要改造了济南站和济南西编组站来提高客运和货运能力，同时也改造了其他的车站和枢纽内的区间，以及一些配套的设施。
| 设施                                  | 改造计划                                 | 完成情况 |
| ------------------------------------- | ---------------------------------------- | --- |
| 车站                                  |                                          | |
| 济南站                                | 改造现有客运站房 改造车站货场 改建调车场 | 1992年7月开始拆除老站房， 1993年5月开工建设新站房， 1995年6月新站房竣工投产。 1987-1990年间，货场扩建。 1995-1996年间，调车场完工。                               |
| 济南西编组站                          | 扩建新编组场 提升编组能力                | 编组站完成了多次改造 |
| 枢纽内18个车站                        | 扩建客运站台和货场                       | 济南东站增加了一批客运设施。 黄台站扩建了编组场和货场。 历城站增加了一批客运设施，更换了一些轨道。 晏城北站在1998年3月-1999年7月间完成改造， 并成为了辅助编组站。 |
| 区间                                  |                                          | |
| 桥南站-北园站区间                     | 建设复线                                 | 第一期工程1987年12月开工，1989年1月竣工。 第二期工程1989年12月开工，至1991年6月竣工。                                                                             |
| 配套设施                              |                                          | |
| 济南西机务段                          | 扩建                                     | 于1996-1997年间完成扩能改造。 |
| 济南西车辆段                          | 扩建                                     | 于1996-1997年间完成扩能改造。 |
| 济南客车技术整备所 - 旅客列车集便工程 | 扩建                                     | - 集便工程是全中国第一个密闭式厕所改造及地面接受处理的系统工程。 于2004年9月开工，12月竣工投产，还配置了两节25B型客车车厢。                                       |

## 从“丁字形”到“米字形”
长期以来，济南铁路枢纽甚至山东省都缺少西向的铁路；从山东省西行的列车要么经过德州站，在转入石德铁路向西前往河北省，要么经过兖州站，在转入新兖铁路后前往河南省。随着新线路的建设，济南枢纽不仅能沿着既有的三个方向向外辐射，也能向东南、东北连接山东省内的其他城市，还能通过向西连接河南省东部和河北省东南部，逐渐成为一个四通八达的铁路枢纽。随着高铁建设的加快，不少城市都拥有了2条或以上的高速铁路，因此济南枢纽的地位受到了一定程度的挑战。

### 邯济铁路建成
邯郸-济南铁路于1996年11月开工，2002年12月正式通过验收；其中枢纽内的区间在1998-1999年间完成改造。该铁路的开通使济南枢纽第一次有了西向的出口。

### 电气化建设
济南枢纽内的电气化于2005年8月开工，2006年6月投入使用。改造的设施包括枢纽内的济南机务段、济南西机务段、区间和周边的小车站，由中铁十局负责土建，电气化局负责接触网工程。

### 高铁建设
2008年12月21日，胶济客运专线通车至济南市；自此，济南枢纽接入了第一条高速铁路。2011年6月30日，京沪高速铁路全线开通，沿线主要的车站之一——济南西站——济南枢纽内新建的高铁车站也投入运营。自此，济南枢纽成为了高速铁路的“丁字路口”，就像近百年前两条既有线形成的格局一样。2017年12月28日，石济客运专线开通；开通后，济南枢纽又增加了一条西向的通道，济南枢纽成为了高速铁路的“十字路口”。一年后，第三条“胶济铁路”——济青高速铁路通车，线上新建的济南东站也同步投入运营；随后，济青高速铁路和石济客运专线得以接轨，并形成了横向的青银高速铁路通道。自此，济南枢纽在高速铁路网中不仅成为了南北方向上的重要节点，也成为了东西方向上的重要节点。
2016年，济郑高速铁路得到国家发改委的批复，并于2017年动工。开通后，郑州到济南的时间将缩短至1个小时，大大增强山东省与中原甚至中国西部的联系。随后提出的济滨城际铁路和济莱高速铁路规划将进一步完善山东省的铁路网，增强山东省内城市与济南市的联系，提高济南枢纽的地位。随着新线的不断开通，预计这个“米字路口”将在2021年前后形成；届时，济南市到原莱芜市和滨州市将只需半个小时，与周围的泰安市、淄博市和德州市一齐纳入济南市的“半小时圈”。

## 途径线路

### 普通铁路
- 京沪铁路：全中国重要的纵向铁路干线。京沪铁路的前身——津浦铁路于1912年开通，并与胶济铁路一同构成了济南枢纽最早的格局。
- 胶济铁路：横贯山东省重要的干线，于1904年6月开通。目前该线与邯济铁路一同构成了晋煤外运的通道。
- 邯济铁路：地方铁路，为打开济南枢纽的西出口和晋煤外运的通道而建成。目前是华北重要的煤运和客运通道。

### 高速铁路
- 京沪高速铁路：于2011年6月30日开通，是“八纵八横”高速铁路网中的“一纵”。
- 胶济客运专线：于2008年12月21日开通，被称为“第二条胶济铁路”。该线的走向与既有的胶济铁路几乎一致，但是走向更加平直，所以运营时速达到了200公里/小时。目前该线只开行动车组。
- 济青高速铁路：于2018年12月28日开通，被称为“第三条胶济铁路”。该线的速度达到了300公里/小时，与石济客运专线在济南东站接轨并构成了“八纵八横”中青银通道的一部分。
- 石济客运专线：于2017年12月28日开通。该线的速度达到了300公里/小时，与济青高速铁路在济南东站接轨并构成了“八纵八横”中青银通道的一部分。
- 济郑高速铁路：从济南市到郑州市，沿途连接山东省西部的高速铁路。[12]。
- 济莱高速铁路：全国首条市内高速铁路，连接济南市和莱芜区、钢城区（原莱芜市），并规划远期延伸至临沂。[12]。

### 支线及联络线
- 济南铁路：京沪铁路在济南市的一条支线铁路。该线由原津浦铁路的正线和新建的联络线构成，使货车和经过济南市的列车能绕开济南市区，以缓解济南站的压力和对市区的影响。
- 黄东联络线（胶济铁路至济青高铁联络线、黄台联络线）：起自黄台站东侧，止于济南东站西侧。该线开通后，将有利于列车来往于济南站-济南西站和济南东站间[13]。于2022年10月18日开通。
- 梓权铁路：邯济铁路和胶济铁路之间的联络线，分流枢纽内经由市区段铁路的货车[14]。

### 规划及建设中线路
- 济滨城际铁路：从济南市到滨州市、途中连接山东省北部的一条高速铁路。该线将在济南市内经过济阳区和商河县，并在济南机场设站。[15]
- 济枣高速铁路：由济莱高速铁路历城站引出，经济南南部山区、泰安、济宁、枣庄，止于台儿庄站，走向大致与京沪高速铁路泰安至滕州东段平行，且与日兰高速铁路设有联络线，可大幅提升山东南向、西南向的运能供给。
- 济济高速铁路：连接济南市和济宁市的高速铁路，预计将与京沪高铁平行[12]。

## 主要车站

### 客运站
- 济南站：位于天桥区，特等站，是本市历史最悠久的客运站。列车能通过本站前往胶济铁路，通过济南铁路前往京沪铁路，也可以通过联络线前往济南西站。
- 济南西站：位于槐荫区，是京沪高速铁路上的特等客运站，济南市“四主两辅”中的主要客运站之一[15]。济南西站在开通时为京沪高铁上的主要车站之一，后来在石济客运专线开通后又成为了石济客运专线的始发站。
- 济南东站：位于历城区，是济青高铁和石济客专上的大型客运站，济南市“四主两辅”中的主要客运站之一。本站与济青高速铁路同步开通，并使石济客运专线和济青高速铁路成功接轨。[16]
- 大明湖站：位于天桥区，是胶济铁路和胶济客运专线上的客运站，也济南市内“四主两辅”中的辅助客运站之一。

### 货运及编组站
- 济西站

### 规划中车站
- 济南北站：规划中将位于起步区，成为济南市“四主两辅”中的主要客运站之一，并接入石济客专和济滨城际[16]。
- 济南机场站：预计将位于济南遥墙国际机场地下，成为济南市“四主两辅”中的辅助客运站之一，并接入济滨城际[16]。

## 配套设施

### 桥梁
- 济南泺口黄河铁路大桥
- 曹家圈黄河铁路大桥
- 京沪高速铁路黄河铁路大桥
- 石济客运专线黄河铁路大桥

### 维护机构
- 济南机务段
- 济南西机务段
- 济南西车辆段